# بيتر ساوذي
بيتر ساوذي (بالإنجليزية: Peter Southey)‏ هو لاعب كرة قدم بريطاني في مركز ظهير ‏، ولد في 4 يناير 1962 في Parsons Green ‏ في المملكة المتحدة، وتوفي في 28 ديسمبر 1983 بسبب ابيضاض الدم. لعب مع توتنهام هوتسبير.